# Parco statale del viadotto di Kinzua

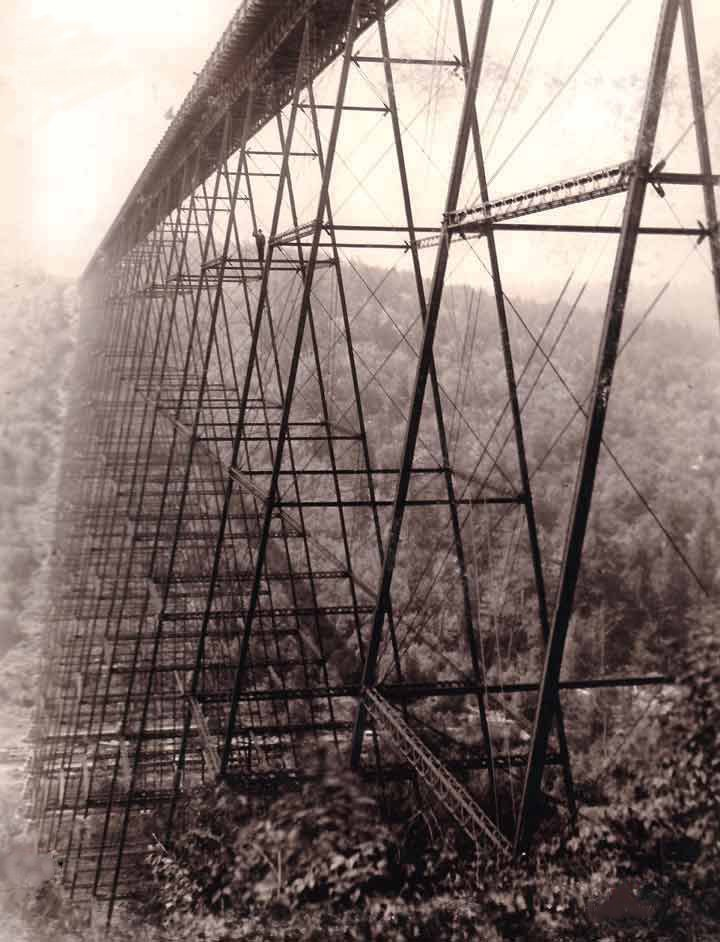
L'originale ponte di Kinzua poco dopo la sua costruzione.

Il parco statale del viadotto di Kinzua (in inglese Kinzua Bridge State Park) è un parco statale della Pennsylvania, vicino a Mount Jewett, nelle township di Hamlin e di Keating, nella Contea di McKean. Il parco ha un'estensione di 339 acri (137 ha) e si trova tra la U.S. Route 6 e la Pennsylvania Route 59, lungo la State Route 3011 a est della foresta nazionale Allegheny.
Il parco statale del viadotto di Kinzua è stato scelto dal Pennsylvania Department of Conservation and Natural Resources (DCNR, traducibile in "dipartimento della preservazione e delle risorse naturali della Pennsylvania") come uno dei "25 Must-See Pennsylvania State Parks" (i 25 parchi statali della Pennsylvania da vedere).

## Il viadotto di Kinzua
Il parco è conosciuto per essere il luogo del viadotto di Kinzua che attraversa Kinzua Creek. Il ponte originale è stato costruito nel 1882, quello successivo nel 1900 e infine è stato distrutto da un tornado nel 2003. Al tempo della costruzione dell'originale, era il viadotto ferroviario più alto (92 metri) e più lungo (626 metri) del mondo, ed era nella lista del 1977 degli Historic Civil Engineering Landmark. Originariamente il ponte era sotto la proprietà e la gestione dell'azienda Erie Railroad.

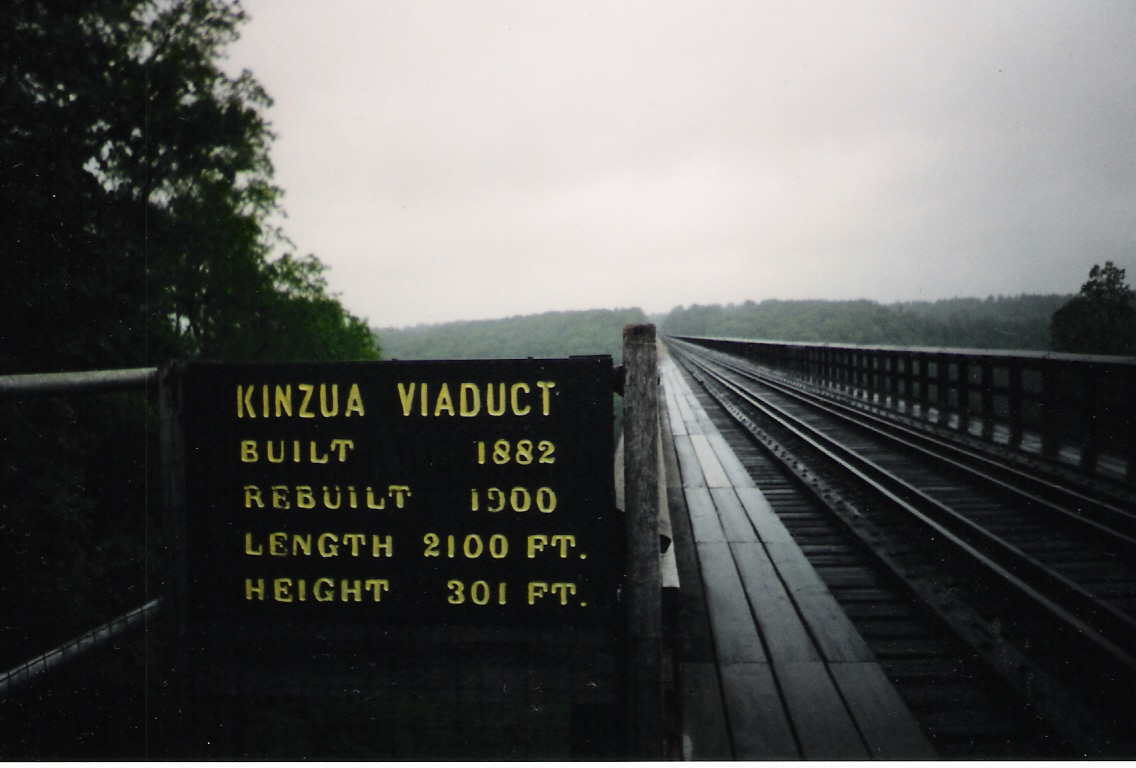
Il viadotto di Kinzua nel 2001, prima del crollo

Nel 1963, William Scranton, l'allora governatore della Pennsylvania, firmò per istituire il parco statale del viadotto di Kinzua, tuttavia il parco aprì ufficialmente nel 1970. Nel 1987, ricominciarono a transitare sul ponte treni di escursione della Knox and Kane Railroad. I treni viaggiavano da Kane attraverso la foresta nazionale Allegheny e fecero una fermata sul ponte prima di ritornare a Kane.
La Knox and Kane Railroad ha offerto gite lungo il ponte fino al giugno del 2002 quando venne chiuso per restauro. Alle 15:20 circa del 21 luglio 2003 un tornado proveniente da est investì il parco. La tempesta, classificata F-1 nella scala Fujita, abbatté un'ampia sezione del viadotto e sradicò gli alberi nelle vicinanze. Il crollo è stato causato dalla struttura alla base delle torri, che era fortemente arrugginita. Secondo le indagini, l'intera struttura ha oscillato lateralmente 4-5 volte prima che la fatica rompesse i bulloni della base. Le torri, cadute integre, si sono danneggiate all'impatto con il terreno. Sono state lasciate dove sono cadute, per renderle un'attrazione turistica al fine di mostrare la forza della natura.
Nel 2011, l'opera ingegneristica del ponte fu trasformata nel Kinzua Bridge Skywalk, una passerella pedonale nella quale i visitatori possono camminare per circa 180 metri sulle torri di sostegno ancora in piedi, per osservare la Kinzua Gorge e sotto la piattaforma di vetro al termine della passerella.

## Attrazioni

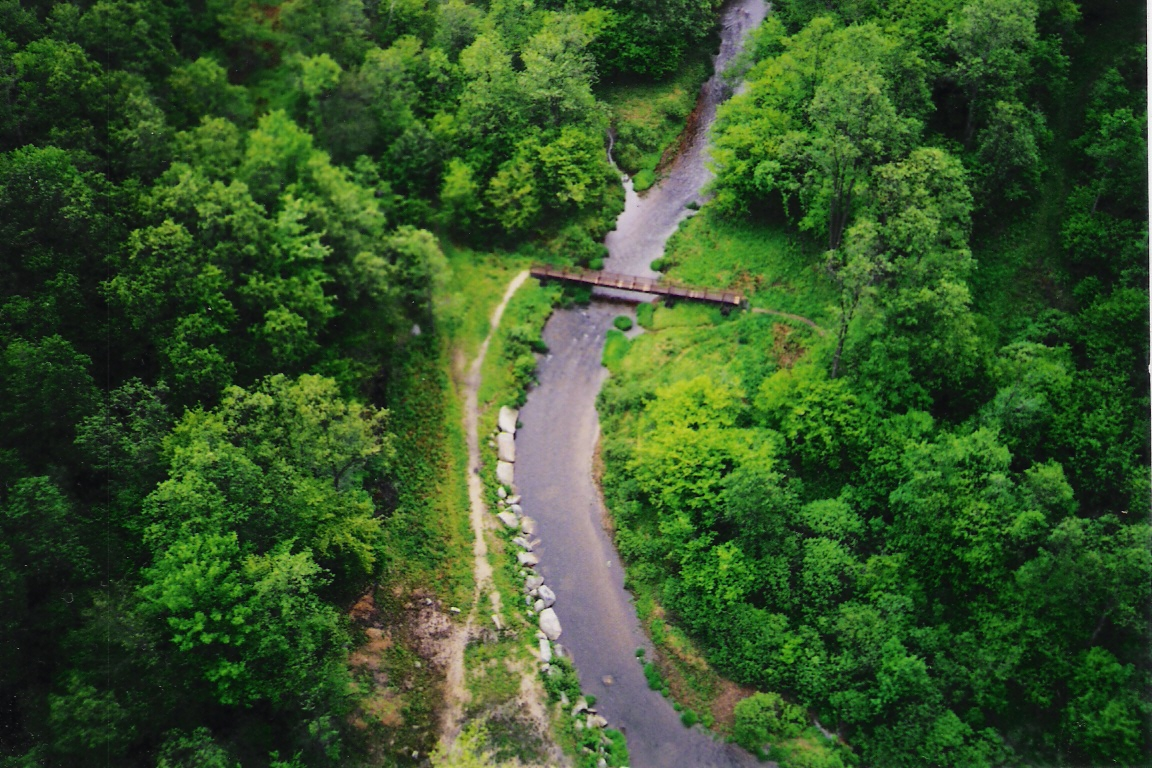
La Kinzua Creek vista dal ponte, primavera 2001.

Un punto panoramico si affaccia sul ponte crollato e sulla valle di Kinzua Creek. Quel belvedere è anche una postazione ideale per vedere il fogliame autunnale durante le prime due settimane di ottobre. Il parco ha anche un'area picnic.
Nel parco ci sono 40 ettari di bosco aperti alla caccia. I cacciatori devono seguire le regole e le norme della Pennsylvania Game Commission. Le specie di cacciagione più comuni sono gli orsi neri, gli scoiattoli grigi orientali, i cervi dalla coda bianca, e i tacchini selvatici. La caccia alle marmotte è proibita.